# Tokmak
Tokmak (ukrainska: Токмак uttal (fil)) är en stad i Zaporizjzja oblast i sydöstra Ukraina. Tokmak ingår i Polohy rajon och hade år 2021 ungefär 30 000 invånare. Staden ligger längs floden Molotjna.
Tokmaks historia går bak till 1784, då jordbrukare slog sig ner här. Byn växte och fick 1910 järnvägsförbindelse, som påskyndade industrialiseringen. Orten fick 1938 status som stad. Tokmak bar åren 1861–1962 namnet Velykyj Tokmak (Великий Токмак).
I Tokmak finns industrier som bland annat tillverkar plåt, dieselmotorer, jordbruksmaskiner och utvinner granit.
I mars 2022 ockuperades staden av ryska styrkor i samband med Rysslands invasion av Ukraina. Under ockupationen har staden varit viktig för den ryska arméns logistik.